# Jamal Jouhar
Jamal Jouhar (Catar; 26 de julio de 1987) es un exfutbolista de Catar que jugaba en la posición de delantero.

## Carrera

### Club
| Periodo   | Club         |
| --------- | ------------ |
| 2003-2008 | Al-Ahli Doha |
| 2008-2009 | Qatar SC     |

### Selección nacional
Jugó para Catar en tres ocasiones en la Copa Asiática 2004.

## Logros
- Copa Príncipe de la Corona de Catar (1): 2009